# Скромност
Скромност је морално-психолошка категорија коју карактерише човекова свест о сопственој безначајности, неспремност да привуче пажњу на себе, а не жеља за профитом, моћи и почастима и непризнавање изузетних заслуга или посебних права. У исто време, скромна особа добровољно се потчињава захтевима друштвене дисциплине, ограничава сопствене потребе у складу са материјалним условима који постоје у датом друштву, према свим људима се односи са поштовањем, показује неопходну толеранцију према мањим недостацима људи. ако ти недостаци утичу само на његове сопствене интересе, а истовремено се критично односи на његове сопствене заслуге и недостатке.
Скромност је облик човекове свести о својој одговорности према друштву и људима око себе, стога скромна особа не придаје велики значај својим позитивним особинама, јер их сматра потпуно природним и обавезним за себе. Скромност је саставни аспект културе међуљудских односа, који се манифестује у способности човека да буде свој, без играња улога које нису типичне за њега (туђе): таква скромност је знак поштовања према себи и другима, и доприноси складном развоју појединца и друштва.
Скромност се може манифестовати у различитим областима живота, као што су понашање, говор, одећа, стил живота итд. Скромност значи природно понашање, одсуство извештачености. Скромност је уско повезана са једноставношћу, уздржаношћу, непретенциозношћу, недостатком ексцеса, штедљивошћу - нормама бонтона прихваћеним у друштву.
У позитивној конотацији, скромност је у супротности са таквим личним квалитетима као што су „пожуда за славом“, „ароганција“, „неумереност“, „похлепа“ или „лицемерје“. У ироничном (погрдном) тону, о скромности се говори у терминима као што су „скромног достигнућа“, „обдарен скромном интелигенцијом“, „долази из скромних услова живота“; Они такође са самоиронијом (самооцењивањем) говоре о „мојем скромном уделу“ (тј. малом уделу у нечему), „мојем скромном мишљењу“, „мојем скромном доприносу (поклон/донација)“ итд.
Намерна (разметљива) скромност назива се лицемерјем; претерана нескромност је егзибиционизам.

## Етимологија
Суфиксни дериват од придева скроман, даље од прасловенског *кром, сродан. такође белоруски скромитс „смирити се“, чешки, словачки скромны „скромни“, пољски скромни - исто. 
Претпоставља се да је руска реч позајмљена из пољског, пошто ова реч нема у староруском, српском и словеначком језику. Етимолог Урбанчик потиче од чешког скровны „скроман, умерен; безначајан, оскудан“, првобитно „мало, мало“, као извор ових речи.

## Скромност у начину живота
Скромност у начину живота карактерише умереност у задовољавању сопствених потреба и жеља. Скроман човек не воли луксуз, скупу храну и пиће, не тежи богатству и моћи. Преферира једноставан и скроман начин живота, не оптерећујући се непотребним трошковима и тежњом ка духовном развоју и самоусавршавању.
Скромност у понашању је способност да не привлачи пажњу на себе, да се не издваја из гомиле, да се понаша уздржано и са поштовањем према другим људима. Скроман човек избегава разметљиву дрскост, лоше манире и грубост, не тежи да постане центар пажње и не показује самозадовољство.
Скромност у говору карактерише уздржаност, скромност и учтивост. Скроман човек не воли да се хвали својим достигнућима, не преувеличава своје достојанство и не дозвољава себи да даје увредљиве изјаве о другим људима. Уме да саслуша и поштује мишљења других без да их прекида или намеће сопствено гледиште.

## Скромност у облачењу
Скромност у облачењу састоји се од поштовања стандарда пристојности и умерености у избору одеће. Скромна особа избегава светле, блиставе и провокативне одеће, преферирајући класичне и неутралне боје. Он не настоји да привуче пажњу својом одећом, већ настоји да изгледа поштовано и прикладно за окружење.

## Скромност у култури и светским религијама
Скромност у култури је једна од основних вредности многих религија и филозофија. У хришћанству, на пример, скромност се сматра једном од главних врлина, супротном гордости и уображености. У будизму је скромност један од основних принципа етике и морала који има за циљ складан развој појединца и друштва.

## Скромност у савременом свету
У данашњем свету скромност није увек цењена и поштована као у прошлости. Многи људи теже успеху, богатству и моћи не размишљајући о скромности и скромности у својим поступцима. Међутим, скромност и понизност и даље остају важне вредности које доприносе хармоничном развоју појединца и друштва.

## Психологија скромности
Скромност може имати различите мотиве: као доследан људски однос према животу, може произаћи из понизности, из верских разлога или као лични допринос заштити животне средине. Добровољно, самоограничавајуће одсуство потребе може да карактерише карактер особе која се осамостаљује од материјалних добара, не ослања се на непотребни луксуз и своје значење оријентише на нематеријалне задатке и вредности. За разлику од верске скромности, она произилази из етичке мотивације.
Међутим, скромност такође може представљати одговор на материјална ограничења, где људи интерно прихватају недостатак којем су изложени. Психосоматичар Рудолф Клусман указао је на могућност да се похлепа може спречити „претераном скромношћу“ кроз формирање психолошке реакције.